# La Bête (film, 2020)
Pour les articles homonymes, voir La Bête.
Pour plus de détails, voir Fiche technique et Distribution.
La Bête (La belva) est un film italien réalisé par Ludovico Di Martino, sorti en 2020.

## Synopsis
Leonida, ancien soldat des forces spéciales, a des difficultés à retourner à la vie civile. Lorsque sa fille Teresa est kidnappée, il se met en chasse des ravisseurs.

## Fiche technique
- Titre original : La belva
- Titre français : La Bête
- Réalisation : Ludovico Di Martino
- Scénario : Claudia De Angelis, Ludovico Di Martino et Nicola Ravera
- Costumes : Andrea Cavalletto
- Photographie : Luca Esposito
- Montage : Francesco Loffredo
- Musique : Andrea Manusso et Matteo Nesi
- Pays d'origine : Italie
- Format : Couleurs - 35 mm - 2,35:1
- Genre : action, drame
- Durée : 97 minutes
- Date de sortie :
  - Monde : 27 novembre 2020 (sur Netflix)

## Distribution
- Fabrizio Gifuni (VF : Emmanuel Gradi) : Leonida Riva
- Lino Musella (VF : Éric Aubrahn) : Basilio Simonetti
- Monica Piseddu (VF : Laurence Charpentier) : Angela
- Andrea Pennacchi (VF : Thierry Kazazian) : Mozart
- Emanuele Linfatti (VF : Yoann Sover) : Mattia Riva
- Nicolò Galasso (VF : Antoine Fleury) : Peppe
- Giacomo Colavito : Emanuele
- Giada Gagliardi : Teresa Riva
- Gianmarco Vettori : Faina
- Silvia Gallerano : La Mastina